# August Weiß (Komponist)
August Weiß (* 18. Juni 1861 in Deidesheim, laut anderen Quellen 8. Juni 1861; † 26. März 1941 in Heiligenstadt (Thüringen)) war ein deutscher Pianist, Komponist, Pädagoge und Musikprofessor.

## Leben
August Weiß war Sohn des aus Hadamar stammenden Lehrers und Institutsvorstehers Wilhelm Weiß und wuchs an verschiedenen Orten, Ludwigshafen, Mannheim und Wiesbaden, wo seine Mutter Susanne, geb. Coerver im Dezember 1873 verstarb, auf, bevor die Familie sich am 22. April 1874 in Folge der zweiten Eheschließung des Vaters niederließ. Bereits sein Vater Wilhelm war im Klavierspiel bewandt wie dessen Schwester Sophie. Das berichtete Professorin Helga Weiß, eine Tochter von Wilhem Weiß und pensionierte Kantonsschullehrerin, wohnhaft St. Peterzell/Schweiz.
Ohne Unterricht spielte der kleine August als Fünfjähriger Klavier und komponierte bereits nach kurzer Zeit kleine Stücke. Auf Veranlassung des Großherzoges von Nassau erteilte ihm der Direktor des Mainzer Konservatoriums, Paul Schumacher, der auch im Weiß’schen Lehrinstitut in Biebrich Lehrer war, Unterricht und August machte, sowohl im Klavierspiel wie in der Theorie "erstaunliche Fortschritte". Durch den Lehrer Schumacher wurde sein Vater veranlasst, ihn durch Anton Grigorjewitsch Rubinstein, der in Wiesbaden weilte, prüfen zu lassen. Der große Meister sagte in kurzen Worten: "Lassen sie ja den Jungen Musik studieren, er hat das nötige Talent dazu." Als Siebenjähriger trat er zum ersten Mal im Kursaal zu Wiesbaden auf und ab 9 Jahren nahm er erfolgreiche Konzerttouren durch rheinische, belgische und andere deutsche Großstädte auf, z. B. bei der 2. Konzertreise am 13. August 1871 in Bad Schwalbach, wobei er als „Schüler des Conservatoriums der Musik in Mannheim“ bezeichnet wurde. Seine weitere Ausbildung erfuhr er am Bohlschen Konservatorium in Mannheim.
Kurz vor Ausbruch des Deutsch-Französischen Krieges spielte der junge August vor König Wilhelm I. in Bad Ems (Ems). Mit 12 schrieb er seine erste Sonate. Man sprach von ihm als „Wunderknaben“.
Nebenbei wirkte Weiß auch als Kapellmeister im Orchester des städtischen Theaters Frankfurt und im ab 1883 gegründeten Gesangverein Einigkeit Sachsenhausen und Gutenberg (1888/89). Von 1885 bis zur Scheidung 1904 war August Weiß mit Emma Louise geb. Zeh in Seckbach (* 25. Juni 1882), Tochter eines Maurermeisters, verheiratet. Dass er lt. Deutschem Geschlechterbuch 1898 in New York die sechzehnjährige Kaufmannstochter Lina Louise geb. Heil (*Frankfurt/Main 20. Juni 1882 † verm. München 12. Juni 1960) geheiratet haben soll, widerspricht Frankfurter Daten, obwohl es in New York Geburtseinträge für die Töchter Auguste Marie Katharina (* 11. Juni 1903) und Susanna (* 15. Juni 1904) gibt, als deren Eltern "der Deidesheimer August Weiß und die Frankfurterin Lina Louise Heil" mit passenden Altersangaben genannt sind.
1909 bewarb er einige Werke mit der Anmerkung „sie seien in Amerika und Deutschland vielfach in ersten Musikinstituten eingeführt“ dazu gehört beispielsweise die Piano School von Carl Fälten in Boston, mit dem er seit 1905 in Kontakt stand.
1880 bis 1883 war er Schüler am Hoch’schen Konservatorium in Frankfurt am Main und wurde in Klavierspiel und Komposition unter dem Lehrer Joachim Raff und Max Schwarz wie sein Halbbruder Wilhelm Jacob Weiß (6. März 1875 Frankfurt Main; † 11. Dezember 1954 ebenda) aus der Schweiz kommend (Wettswil am Albis Nähe Zürichsee), ausgebildet. Dieser wurde 1894 bis 1896 im Klavierspiel bei Ernst Engässer und anschließend bis 1900 bei Max Schwarz am Raff-Konservatorium ausgebildet, schlug aber dann eine kaufmännische Laufbahn ein, wie sein Sterbeeintrag als Bankangestellter belegt. Dessen Schwester Sophie Weiss (* 14. Mai 1886 in Frankfurt; † 16. Januar 1962 ebenda), Pianistin, wurde ebenfalls am Konservatorium ausgebildet und leitete an gleichem Ort mit ihrem Mann, einem Geigenvirtuosen, bis zu einem Luftangriff 1942 eine Musikschule, das Westendkonservatorium. August und Wilhelm Weiß sind in den Jahresberichten des Konservatoriums erwähnt; August spielte dort z. B. am Ende des Schuljahres 1880/81 am 8. Juli 1881 Concertsatz in G um 10:00 Uhr und am 1881/82 am 15. März 1882 um 18:30 Uhr in einem Konzert (G-Dur) von Beethoven am Klavier vor. 1893 kam er als Lehrer an das Raff’sche Konservatorium in Frankfurt unter dem Ehrenpräsidenten Hans von Bülow zurück. Von dort kannte er auch den Musikpädagogen Hugo Riemann. Nebenbei wirkte er auch als Kapellmeister im Orchester des städtischen Theaters Frankfurt. Unter den zahlreichen Kompositionen dieser Zeit befindet sich Klassische Musik, Sonaten, Variationen, Kantaten und Lieder.
Mit Edvard Grieg war er bekannt und besuchte ihn 1888 in Bergen.
1902 gab August Weiß diese Lehrtätigkeit auf und übersiedelte nach New York. Es wurde kolportiert, dass er dort eine Oper geleitet und Söhne und Töchter der angesehensten Familien unterrichtet habe.
Aus der New Yorker Presse wird über den Dichter Georg Heinrich Daub alias Hendrik van Ahlenberg Redakteur der Zentrumsblätter Duisburg über Erlebnisse mit seinen reichen Schülern berichtet ("Milliardär und Komponist").
Seine musikalischen Schöpfungen nähern sich nun mehr und mehr der modernen Richtung.
1905 siedelte Weiß nach Berlin um und hatte zunächst infolge der Abkehr von der Klassischen Musik zur sogenannten Programmmusik Beifall wie Kritik und viele Widerstände zu überwinden. Er ließ sich jedoch nicht beirren und schuf weiter: Burlesken, Intermezzos, Werke für Orchester, Lieder, Romanzen, Rhapsodien und die berühmte Geistersuite.
In den "Musikästhetischen Betrachtungen" des bekannten Musikpädagogen Hugo Riemann heißt es über die Zigeuner-Rhapsodie op. 40.1: Liszt dichtet in seinen Rhapsodien seinen Landsleuten nach, Weiß dagegen malt die Eigentümlichkeiten dieser Musik auf meisterhafte Art.
Mit der dortigen Musikwelt kam er zusammen, etwa mit Hugo Kaun, Richard Strauss, Eugen d’Albert, einem britisch-schweizerischen Komponisten.
In einem Brief einer französischen Schülerin 1907 an Eugen d’Allbert über August Weiß heißt es;
"Monsieur d’Albert est ravi de votre musique" ("Herr d’Albert ist von Ihrer Musik entzückt!")
D’Albert schrieb ihm im April 1914: "Wann sieht man Sie einmal?"
1911 siedelte August Weiss auf ärztlichen Rat nach Bleicherode, 1921 nach Heiligenstadt/Thüringen im Eichsfeld, seit 1950 als Heilbad Heiligenstadt bezeichnet, um. Weiß besuchte Gerhart Hauptmann in den Ferien in Kloster Hiddensee im Haus Seeblick und umgekehrt Gerhart Hauptmann August Weiß an seinem Wohnort in Heiligenstadt, wo sich auch andere bekannte Künstler trafen.
Weiß lebte nach Überlieferung aus einer Jubiläumsschrift im Hause von Theodor Storm in Heiligenstadt, am Liesebühl, der dort seine "römischen Abende" veranstaltete, wobei es sich nach Auskunft der Stadtverwaltung zum dortigen Museum alleine um den Besitzer eines Nachkommen von Storm gehandelt haben soll.
Information der Leitung Literaturmuseum „Theodor Storm“ in Heiligenstadt:
„Folgendes kann ich dazu beitragen: Theodor Storm war von 1856–1864 in Heiligenstadt. Zunächst wohnte er vor dem Kasseler Tor (heute: Liesebühl 2) auf einem Grundstück, das seinem Bruder Otto gehörte, der dort eine Gärtnerei betrieb. Ein Jahr später aber wechselte die Familie in die Wilhelmstraße 73 hinüber, wo sie bis 1864 blieb. Die im Zeitungsbericht erwähnten „römischen Abende“ fanden dort in der zweiten Wohnung statt; da ist der Zeitungsbericht also nicht ganz korrekt. Da August Weiß ja erst 1861 geboren ist, nehme ich an, dass es keinen Kontakt zu Theodor Storm gab, der 1888 in Hademarschen starb, wo er seit 1880 gelebt hatte. Ich kann auf dem Scan nicht ganz erkennen, ab wann August Weiß in Heiligenstadt lebte. 1921? Auch Otto Storm lebte zu diesem Zeitpunkt nicht mehr; er starb 1908 in Heiligenstadt. Seine Gärtnerei wurde danach von seinen Nachfahren übernommen, wobei sein eigener Sohn Casimir Storm bereits 1929 verstarb. Wer die Gärtnerei 1921 genau betrieb, das kann ich nicht exakt sagen; wahrscheinlich Storms Enkel Enno Storm. Zu den letztgenannten wird August Weiß Kontakt gehabt haben, nehme ich an.“
In der Staatsbibliothek zu Berlin befinden sich, außer 155 Bänden aus dem Nachlass, die mangels Bearbeitung noch nicht alle geöffnet werden konnten, zahlreiche Spuren des Briefaustausches mit der damaligen Musikwelt aber auch anderen Personen aus Frankfurt am Main und darüber hinaus.
Die Quellensuche zu August Weiß war insofern erschwert, weil eine in Fulda belegte, tief religiöse katholische Wurzel in hoher Geistlichkeit der Familie seine Scheidung nicht tolerierte und alleine sein Name deshalb nicht erwähnt werden durfte.
August Weiß starb am 26. März 1941 im damaligen Klosterkrankenhaus in Heiligenstadt.

## Auftritte (Auswahl)
- 1874 anlässlich in Offenbach/Main einer Veranstaltung "à Madame la Comtesse de Walderdorf", angekündigt durch das Titelblatt der Verlagsausgabe MUSIKVERLAG JOHANN ANDRE.[5]
- 15. März 1882 Hoch’sches Konservatorium, A. Weiß Konzert G-Dur am Piano mit Werk von Ludwig van Beethoven.[5]
- 7. Februar 1884 Aufführung Konzertsaal Saalbau von A. Weiß am Piano mit Werken von Ludwig van Beethoven, M. Wertheimer, Frédéric Chopin, Popper, Franz Liszt, Joachim Raff, Jules de Swert.[5]
- 17. Juni 1900 Gutenberg-Hymne, Aufführung im Saalbau Frankfurt Main, gedichtet von Otto Hörth, komponiert und vorgespielt von August Weiß.[5]
- 13. November 1909 Schüleraufführung Grandhotel Berlin, Werke auch von A. Weiß ("Rondino").[5]
- 3. Oktober 1910 Gesellschaft für Volksbildung Berlin, Pianovortrag A. Weiß von "Walzer" und "Presto".[5]
- 23. September 1912 im Beethoven Saal Berlin, Vorspiel Piano Werke von Johann Sebastian Bach, Franz Schubert, Beethoven, F. Chopin, Edvard Grieg, Halfdan Kjerulf, Agathe Baker Gröndahl.[5]
- Berlin, Programmzettel ohne Datum; Wohltätigkeitskonzert für "die Notleidenden in China". A. Weiß spielte am Piano Stücke von Chopin und eigene Kompositionen.[5]
- 11. Mai 1916 Piano Auftritt Wohltätigkeitskonzert der Vereinigung für Mütter und Säuglingsfürsorge in der Aula des Lyzeums, Friedländerweg, Berlin.[5]
- 8. November 1917; Auftritt im Melanchthon Gymnasium, Berlin; Wohltätigkeitskonzert zu Gunsten im Feld befindlicher Soldaten des 20. Infanterieregimentes. A. Weiß spielt am Piano sechs eigene Kompositionen. Es trägt vor die Konzertsängerin Martha Schley.[5]

## Werke (Auswahl)
- Konzertsatz in G-Dur (Kl., Klavierquintett), aufgef. im Kons. 8. Juli 1882; ungedruckt
- Wandergrüsse. Sechs Lieder (Sst., Kl.), Leipzig: B&H [1889]; SBB
- op. 4 Glöckchenspiel. Polka (Kl.), Frankfurt: Steyl & Thomas [1890]; SBB
- op. 32 Da Rauber „Mei’ Schatz is a’ Räuber“ (4st. Mch.), Frankfurt: Firnberg (in Kommission) [1900]; SBB
- op. 33 Der alte Führer „Was schaust du in die Schlucht hinab“ (Sst., Kl.) , Frankfurt: Firnberg
- dass., Berlin: Selbstverlag [1909]; SBB
- Im Hunnental. Melodram (m. Kl.), Frankfurt: Firnberg – dass. Berlin: Selbstverlag; SBB
- aus späterer Zeit (veröffentlicht im Selbstverlag in Berlin, allem Anschein nach produziert durch Schuberth jr. in Leipzig und Breitkopf & Härtel (Leipzig/London/New York) (vgl. MMB, den Image-Katalog in SBB sowie Pazdírek); die Rechte der meisten Werke verkaufte Weiss 1927 an den Senta-Verlag in Stuttgart): 1) mit Opuszahl: Kinder-Walzer (7 Kinder-Instr., 2 - - op. 16 Vl., Vc./B., Kl.), Berlin: Selbstverlag bzw. Leipzig: Schuberth [1906]; SBB
- op. 18 Gutenberg-Hymne (4st. Mch., Orch.), (aufgef. bei der Frankfurter Gutenbergfeier am 17. Juni 1900), Berlin: Selbstverlag
- op. 21 (Frühlings-)Walzer bzw. Maienduft-Walzer (Kl. 2ms bzw. 4ms) , Berlin: Selbstverlag [1905]; SBB
- dass. (Kl. 4ms), ebd. [1909]; SBB
- op. 25 Wiegenlied „Schlummre sanft! Noch an dem Mutterherzen“ (Mch., Streichorch.) , London: B&H [1907]; SBB
- op. 26 Berlin: Selbstverlag [1909] – Zwei Lieder (Waldesruhe, Abenddämmerung; Sst., Kl.) , Berlin: Selbstverlag bzw. Leipzig: Schuberth bzw. New York: B&H; SBB, US-SLpl
- op. 27 [2] Zigeunertänze (Kl.) , Berlin: Selbstverlag bzw. Leipzig: Schuberth; SBB
- op. 28 Presto. Im Fluge durch die Welt (Kl.), Berlin: Selbstverlag bzw. Leipzig: B&H [1909]; SBB
- op. 29 Humoreske (Kl.), Berlin: Selbstverlag bzw. Leipzig: Schuberth; SBB
- op. 30 Menuetto I (Kl.), ebd. [1907]; SBB
- op. 31 KonzertEtüde (Kl.), ebd. [1906]; SBB, D-LEu
- op. 34 Capriccio (Kl.), ebd.; SBB
- op. 35 Melodie (Kl.), ebd. [1906]; SBB
- op. 36 Elegie (Kl.), ebd.; SBB
- op. 37 Deingedenken „Deine lieben klaren Augen“ (Sst., Kl.), Berlin: Selbstverlag [1909]; SBB
- op. 38 Liebe „Die Liebe willst du finden?“ (Sst., Kl.), ebd. [1909]; SBB
- op. 39 [2] Lieder (Gestillte Sehnsucht, Bächlein du; Sst., Kl.) , ebd.
- op. 40 Zigeuner-Rhapsodie bzw. Gipsy-Rhapsodie (Kl.), Berlin: Selbstverlag bzw. Leipzig: Schuberth [1905]; SBB, D-Dl
- op. 41 Romanze No. 1 (Kl.), ebd. [1905]; SBB
- op. 42 Träumerei bzw. Dreaming on the Riviera (Kl.), ebd. [1905]; SBB
- op. 43 Auf den Bergen bzw. On the Mountains (Kl.), ebd. [1905]; SBB
- op. 44 Zigeunertanz bzw. Gipsy Dance No. 3 (Kl.), ebd. [1906]; SBB
- op. 45 Zigeunertanz bzw. Gipsy Dance No. 4 (Kl), ebd. [1905]; SBB
- op. 46 Romance - No. 2 (Kl.) , ebd. [1905]; CH-Bu, SBB
- op. 47 Tanz der Zwerge bzw. Dwarf Dance (Kl.), Berlin: Selbstverlag bzw. New York: B&H bzw. Leipzig: Schuberth [1904/1905]; SBB
- op. 50 Vier leichte Stücke (Der kleine Virtuos. Rondino, Gavotte-Rococo, Volks-Walzer, Menuetto grazioso; Kl.), Berlin: Selbstverlag bzw. Leipzig: Schuberth [1905]; SBB
- op. 57 Das Bächlein „Bächlein du, im Blumenbette“ (Mch., Kl. obl.), Berlin: Selbstverlag bzw. Leipzig: Schuberth bzw. New York: B&H [1905]; SBB
- op. 58 Heimweh „Weit hinter jener Berge Reih’n“ (Mch.), ebd. [1905]; SBB
- op. 65 Sechs leichte Stücke (Heimweh, Großmütterchen, Gavottino, Schmeichelkätzchen, Abendstille, Alla Scherzino; Kl.), 3 Hefte, Berlin: Selbstverlag bzw. Leipzig: Schuberth [1906]; SBB
- op. 70 Drei Tonbilder (Kl.), ebd. [1906]; SBB
- op. 71 [4] Klavierstücke (Wellenspiel, Hünengrab, Nachtmahr, Waldschrat), Berlin: Selbstverlag bzw. London: B&H [1907]; SBB
- op. 72 Ballata misteriosa (Kl.) , Berlin: Selbstverlag - Vier Klavierstücke (Puppenspiel, Zwiegespräche, Der kleine Soldat, Haschen)
- op. 74, Berlin: Selbstverlag - Romanzo patetico (Kl., Vl./Vc.)
- op. 75, Berlin: Selbstverlag bzw. Leipzig: B&H [1907]; CH-Bu, SBB, D-Mbs, I-POn - Concert-Etude No. 2 (Kl.)
- op. 76, London: B&H [1907]; SBB
- op. 77 Kleine Sonate (Kl.) , Berlin: Selbstverlag
- op. 79 Vier moderne Klavierstücke (Sie tanzt, Im Salon, Letzter Gang, WalzerCapriccio) , ebd.
- op. 80 Sonatine (Kl.) , ebd. - Drei Charakterstücke (Erinnerung, Einsiedler, Indianerleben; Kl.)
- op. 83, ebd. - Sonata-Fantasia-Dramatica (Kl.)
- op. 84, ebd.
- op. 95 Ernste Stunden (Kl.) bzw.
- op. 99 Nr. 6 [verschiedenen Konzertzetteln zufolge]; aufgef. Berlin 11. Mai 1916, Wittenberg 8. Nov. 1917
- 2) ohne Opuszahl: Hymne an die Kunst (gem. Chor, gr. Orch.), Leipzig: B&H [ca. 1920]; SBB
- Messe G-Dur (gem. Chor, Org.), ebd. [ca. 1927]; SBB
- Geistersuite (Kl.); aufgef. Berlin 11. Mai 1916
- Aus der Jugend- und Frankfurter - Zeit: Divertissement (Kl.); aufgef. Bad Schwalbach 13. Aug. 1871

Ob ihm die 1911 bei Böhm in Augsburg erschienen drei Werke – eine Messe (Es-Dur), ein Auferstehungslied sowie ein Weihnachtslied (sämtlich in D-Mbs) – zuzuschreiben sind, ist zweifelhaft.